# Boys Keep Swinging
Boys Keep Swinging è un brano musicale scritto (insieme a Brian Eno) ed interpretato dal musicista rock britannico David Bowie nel 1979 per il suo album Lodger.

## Il brano
Durante le sedute di registrazione dell'album Lodger, Bowie volle catturare il sound e l'atmosfera di un brano inciso da una garage band, e fu d'accordo con Brian Eno che il miglior modo di riuscirci era quello di dire ai musicisti di scambiarsi gli strumenti dopo che l'espediente era stato "suggerito" dalla carte delle "Strategie Oblique". Quindi, il chitarrista Carlos Alomar suonò la batteria mentre il batterista Dennis Davis si cimentò al basso.
Boys Keep Swinging possiede l'esatta sequenza di accordi della canzone Fantastic Voyage, anch'essa presente su Lodger. La RCA decise di non pubblicare il singolo negli Stati Uniti, optando invece per Look Back in Anger. Bowie eseguì la traccia al Saturday Night Live il 15 dicembre 1979.
Il 45 giri raggiunse la settima posizione in classifica in Gran Bretagna, facendo tornare Bowie nella Top 10 per la prima volta da Sound and Vision del febbraio 1977.

## Il videoclip
Per promuovere il singolo, fu girato un videoclip "sessualmente ambiguo" nel quale Bowie appariva travestito da donna interpretando vari personaggi. Verso la fine, in una passerella finale le "coriste" si tolgono la parrucca e puliscono il rossetto rivelando di essere in realtà degli uomini. L'ambiguità del video diretto da David Mallet, spaventò la casa discografica Rca, spingendola a non distribuire in 45 giri la canzone negli Usa, complici anche versi contenuti nel brano come "Quando sei un ragazzo/gli altri ragazzi ti tengono d'occhio" che usa un verbo («Other boys check you out») che può essere tradotto anche come "gli altri ragazzi vogliono controllare quanto ce l'hai grosso". Tant'è che questo verso fu censurato, durante la performance che Bowie fece sul canale televisivo statunitense NBC.

## Tracce singolo
1. Boys Keep Swinging – 3:17 (Bowie, Eno)
2. Fantastic Voyage – 2:55 (Bowie, Eno)

## Formazione
- David Bowie: Voce, chitarra, produzione
- Adrian Belew: Chitarra
- Dennis Davis: Basso
- Tony Visconti: Basso, produzione
- Carlos Alomar: Batteria
- Brian Eno: Pianoforte
- Simon House: Violino

## Cover
- A Camp - Covers (EP) / Love Has Left the Room (2009)
- AFX - Ashes to Ashes: A Tribute to David Bowie (1998)
- The Associates - Come singolo nel 1979 senza permesso di copyright come mossa pubblicitaria. Questa versione è stata inclusa nella compilation Starman: Rare and Exclusive Versions of 18 Classic David Bowie Songs, allegata alla rivista Uncut (marzo 2003).
- The Dambuilders - Crash Course for the Ravers - A Tribute to the Songs of David Bowie (1996)
- Mr Russia - .2 Contamination: A Tribute to David Bowie (2006)
- The Plot to Blow Up the Eiffel Tower - INRI (2006)
- Sarah Harding - St Trinian's 2: The Legend of Fritton's Gold (Original Soundtrack) (2009)
- Screamfeeder - Home Age (1999)
- Shihad - Singolo
- Susanna Hoffs - When You're a Boy (1991) e David Bowie Songbook
- Duran Duran in We Were So Turned On: A Tribute to David Bowie (2010).
- Hirsute Pursuit - Tighten That Muscle Ring (2012). Voce di Boyd Rice.